# Lupinus carrikeri
Lupinus carrikeri är en ärtväxtart som beskrevs av Charles Piper Smith. Lupinus carrikeri ingår i släktet lupiner, och familjen ärtväxter. Inga underarter finns listade i Catalogue of Life.